# Mattsee
Mattsee – gmina targowa w Austrii, w kraju związkowym Salzburg, w powiecie Salzburg-Umgebung. Według Austriackiego Urzędu Statystycznego liczyła 3118 mieszkańców (1 stycznia 2015).

## Współpraca
Miejscowość partnerska:
- Weitenung – dzielnica Bühl, Niemcy